# Kolombangara
Kolombangara est une île située dans la province de l'Ouest des Îles Salomon, à proximité de la Nouvelle-Géorgie. 

## Géographie
L'île est circulaire et a un diamètre d'environ 15 kilomètres. Elle est formée par un stratovolcan qui culmine à 1 770 mètres au Mont Veve. L'île forme la limite sud du détroit de Nouvelle-Géorgie ; elle est séparée au nord-ouest de Vella Lavella et de Gizo par le golfe de Vella, et au sud-est de la Nouvelle-Géorgie par le golfe de Kula.
Kolombangara est une île recouverte de forêts avec peu d'habitants.

## Histoire
En août 1943, durant la Seconde Guerre mondiale, durant la guerre du Pacifique des combats se passent proche de l'île dont la bataille navale de Vella Lavella et la bataille d'Horaniu. L'armée impériale japonaise utilisa une piste d'atterrissage sur un terrain plat à Vila sur la rive sud de l'île et en mai 1943, plusieurs unités militaires avec plus de dix mille hommes en garnison sur le côté sud-est de l'île sous le commandement du général Minoru Sasaki tentent d'établir une ligne de défense à travers les îles Salomons. Les batailles navales à proximité dont la bataille du golfe de Kula et la bataille de Kolombangara.

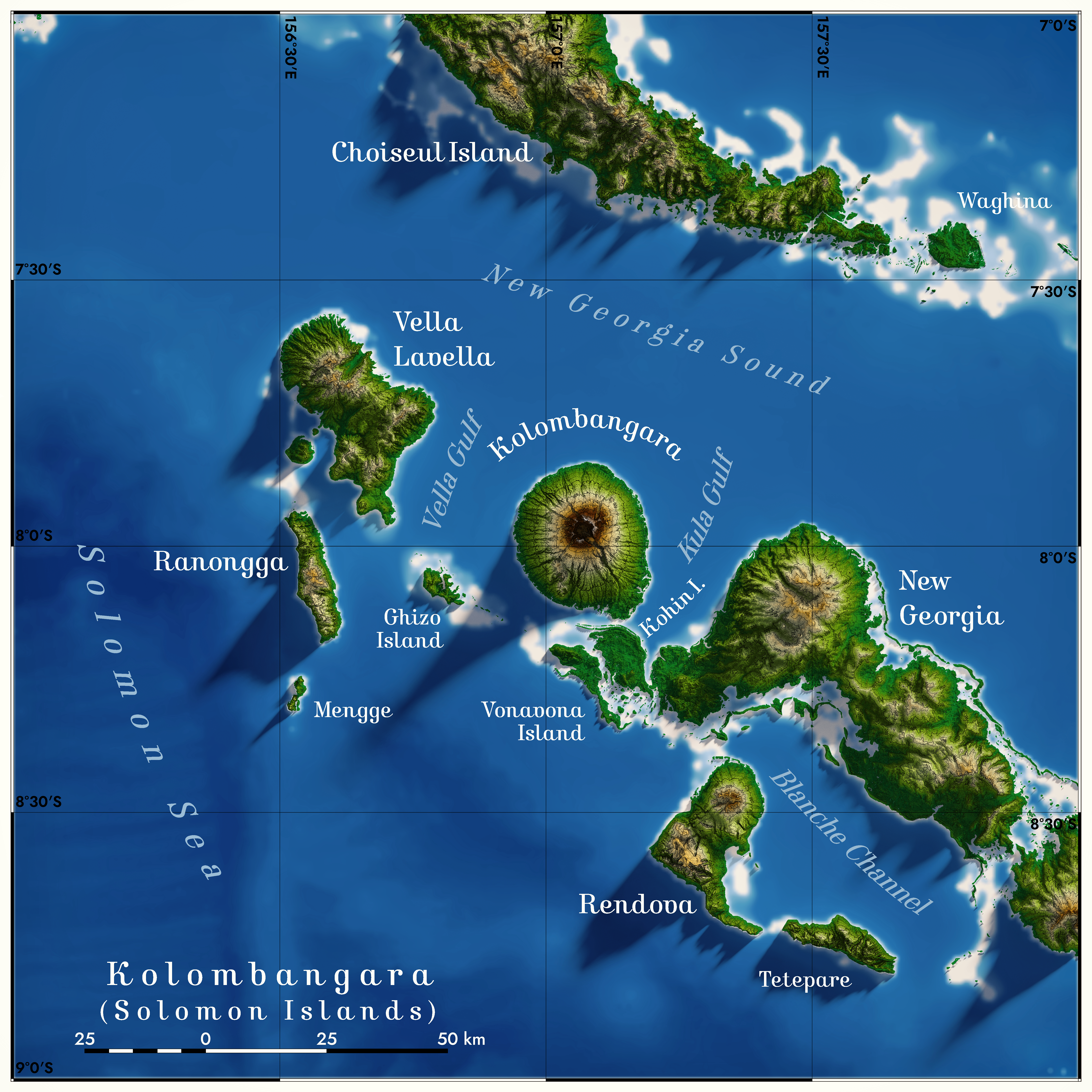
Carte topographique de Kolombangara et des îles avoisinantes.